# Municipio de Enterprise (Míchigan)
El municipio de Enterprise (en inglés: Enterprise Township) es un municipio ubicado en el condado de Missaukee en el estado estadounidense de Míchigan. En el año 2010 tenía una población de 194 habitantes y una densidad poblacional de 2,14 personas por km².

## Geografía
El municipio de Enterprise se encuentra ubicado en las coordenadas 44°23′12″N 84°54′53″O / 44.38667, -84.91472. Según la Oficina del Censo de los Estados Unidos, el municipio tiene una superficie total de 90.69 km², de la cual 89,27 km² corresponden a tierra firme y (1,57 %) 1,43 km² es agua.

## Demografía
Según el censo de 2010, había 194 personas residiendo en el municipio de Enterprise. La densidad de población era de 2,14 hab./km². De los 194 habitantes, el municipio de Enterprise estaba compuesto por el 97,42 % blancos, el 0,52 % eran amerindios, el 0,52 % eran asiáticos y el 1,55 % eran de una mezcla de razas. Del total de la población el 0 % eran hispanos o latinos de cualquier raza.